# Peter Phelps
Peter Phelps, född 20 september 1960 i Sydney, är en australisk skådespelare.

## Filmografi (urval)
- 1981 – Sons & Daughters (TV-serie)
- 1987 – Starlight hotel
- 1987 – Baywatch (TV-serie)
- 1998 – Water rats (TV-serie)
- 1998 – Stingers (TV-serie)
- 2001 – Lantana